# Marcos Aoás Corrêa
Marcos Aoás Corrêa (n. 14 mai 1994, São Paulo, São Paulo, Brazilia) cunoscut sub numele de "Marquinhos", este un fotbalist brazilian. Este apărător central, dar poate juca, de asemenea, ca lateral de bandă dreaptă. În prezent joacă pentru Paris Saint-Germain din Ligue 1 din Franța. El are 3 copii, Maria Eduarda Cabrino Corrêa, Enrico Cabrino Corrêa și Martina Cabrino Corrêa.

## Echipa națională
Pe octombrie 25, 2013, Marquinhos a primit prima sa chemare la Echipa Națională a Braziliei de Luiz Felipe Scolari, pentru a juca meciuri amicale împotriva lui Honduras și Chile în luna noiembrie a aceluiași an.

## Cluburi
| Club                | Țară     | An          |
| ------------------- | -------- | ----------- |
| Corinthians         | Brazilia | 2012        |
| A. S. Roma          | Italia   | 2012 - 2013 |
| Paris Saint-Germain | Franța   | 2013 - act. |

## Palmares
Corinthians
- Copa Libertadores: 2012

Roma
- Vice-campion Coppa Italia: 2012–13

Paris Saint-Germain

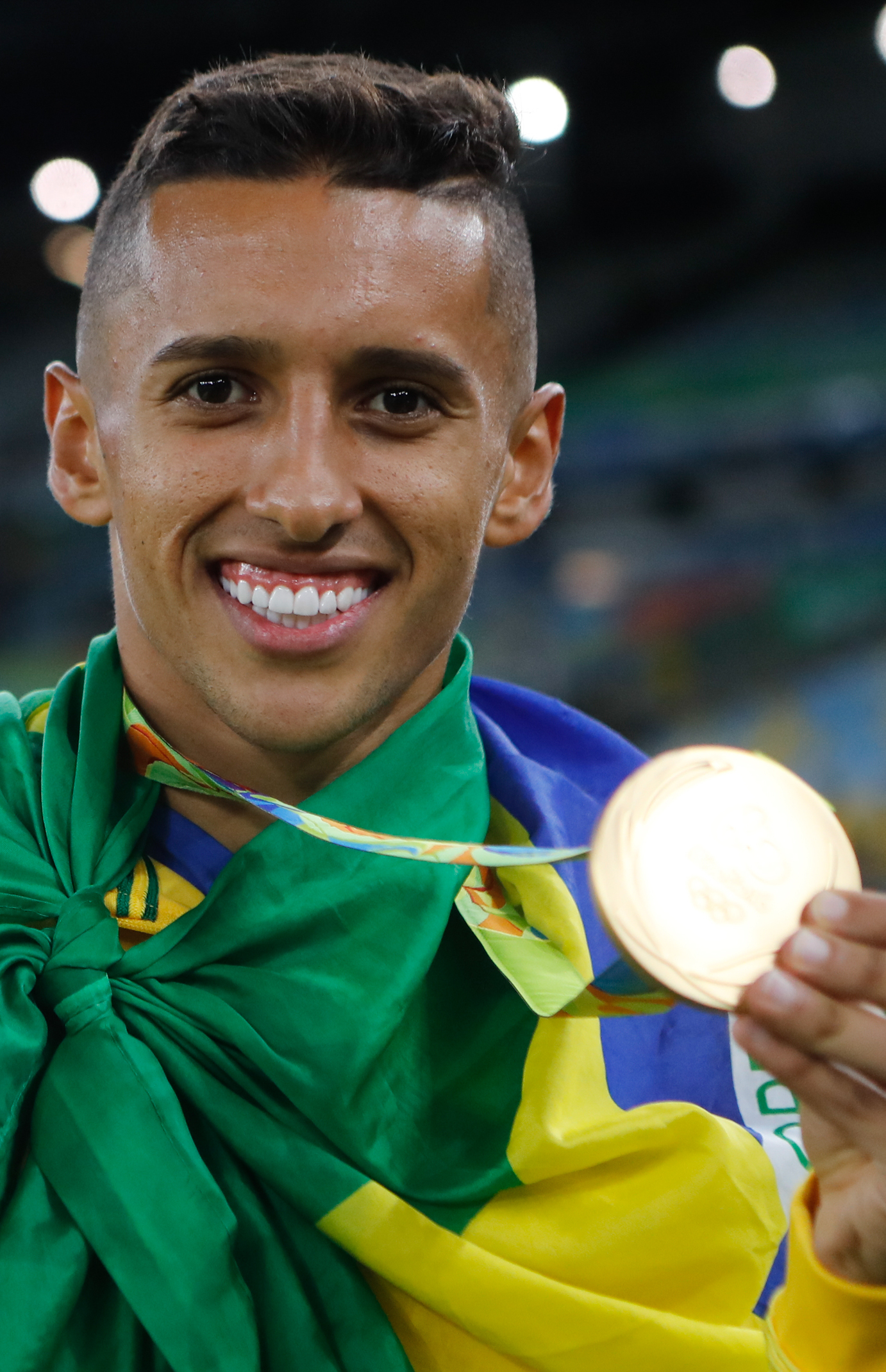
Marquinhos ținând medalia de aur de la Jocurile Olimpice de vară din 2016.

- Ligue 1: 2013–14, 2014–15, 2015–16, 2017–18, 2018–19, 2019–20, 2021–22, 2022–23, 2023–24, 2024–25
- Coupe de France: 2014–15, 2015–16, 2016–17, 2017–18, 2019–20, 2020–21, 2023–24, 2024–25; vice-campion: 2018–19
- Coupe de la Ligue: 2013–14, 2014–15, 2015–16, 2016–17, 2017–18, 2019–20
- Trophée des Champions: 2014, 2015, 2017, 2018, 2019, 2020, 2022, 2023, 2024
- Liga Campionilor UEFA: 2024–25; vice-campion: 2019–20

Brazilia U17
- Campionatul Sud-American U-17: 2011

Brazilia U23
- Medalie de aur olimpică: 2016[6]

Brazilia
- Copa América: 2019;[7] vice-campion: 2021